# 柯萬灣
柯萬灣（英語：Kirwan Inlet）是南極洲的內灣，位於亞歷山大一世島東南部，長13公里、寬22公里，在1949年由英國研究隊繪入地圖，現時由南極條約體系管理。

## 外部連結
. . United States Geological Survey.   [2013-05-08].
72°21′S 68°50′W / 72.350°S 68.833°W